# They Go Boom!
They Go Boom! är en amerikansk komedifilm med Helan och Halvan från 1929 regisserad av James Parrott.

## Handling
Klockan är tre på natten, och Helan och Halvan försöker sova. Men det är inte lätt, för Helan är förkyld. Halvan gör allt för att hjälpa sin vän, men det är inte heller lätt.

## Om filmen
Under inspelningarna av denna film ansökte Oliver Hardys fru Myrtle om skilsmässa.

## Rollista
- Stan Laurel – Stan (Halvan)
- Oliver Hardy – Ollie (Helan)
- Charlie Hall – hyresvärd
- Sam Lufkin – polis[1][2]